# Wolf Girl and Black Prince
Wolf Girl and Black Prince (オオカミ少女と黒王子, Ōkami Shōjo to Kuro Ōji, littéralement : La Fille-loup et le Prince noir) est un shōjo manga de Ayuko Hatta. Il est prépublié entre juin 2011 et mai 2016 dans le magazine Bessatsu Margaret de l'éditeur Shūeisha et est compilé en un total de seize tomes. La version française est publiée en intégralité par Kurokawa.
Une adaptation en anime produite par TYO Animations est diffusée sur Tokyo MX entre octobre et décembre 2014. Dans les pays francophones, elle est diffusée en simulcast par Anime Digital Network et J-One.

## Synopsis
Erika Shinohara, vient de rentrer au lycée. Elle veut à tout prix se faire des amis. Mais elle a un gros défaut, elle ne peut s’empêcher de mentir quand elle se sent perdue. Elle fait alors croire à ses camarades de classe qu'elle sort avec un garçon. Cependant, son prince charmant n'existe pas. À l'âge de 16 ans, Erika n'a même jamais eu de petit copain. Ayant des soupçons on lui demande d'apporter une photo de son petit ami, elle prend en photo un beau jeune homme croisé dans la rue qu'elle présente comme son petit ami. Ce jeune homme se révèle être Sata, un élève de son lycée dont la sournoiserie n'a d'égale que sa grande beauté. Erika se retrouve piégée par ce dangereux manipulateur…

## Personnages
- Kyôya Sata (佐田 恭也, Sata Kyōya?)

Personnage principal masculin de l'histoire. Il est célèbre dans le lycée et plaît aussi beaucoup aux filles. Il devient très vite, le "petit ami" d'Erica. Doux devant les autres élèves, il est en réalité sadique. Il considère Erica comme son "chien" mais est très protecteur envers cette dernière. D'ailleurs, au fil des épisodes, il commencera à éprouver des sentiments à son égard.
- Erika Shinohara (原 エリカ, Shinohara Erika?)

Personnage principal féminin de l'histoire. Au début de l'histoire, elle voulait se faire des amis, mais Erika menti en disant qu'elle sortait avec quelqu'un. Elle prit une photo d'un garçon qu'elle trouvait "beau" dans la rue.
Mais il se trouve que ce garçon n'est autre Kyoya Sata, un garçon populaire dans le lycée. Découvrant la supercherie, Erica devint le "chien" de Sata. Cependant, à force de passer du temps avec lui, il se trouve qu'elle pourrait bien en tomber amoureuse envers et contre tout.
- Ayumi Sanda (三田 亜由美, Sanda Ayumi?)
- Nozomi Kamiya (神谷 望, Kamiya Nozomi?)
- Marin Tachibana (立花 マリン, Tachibana Marin?)

## Manga
Wolf Girl and Black Prince est prépublié dans le magazine Bessatsu Margaret entre le 13 juin 2011 et le 13 mai 2016. La série est publiée au format tankōbon par Shūeisha en un total de 16 volumes sortis entre le 25 octobre 2011 et le 25 mai 2016.
La version française est publiée par Kurokawa en autant de volumes sortis entre le 13 mars 2014 et le 14 septembre 2017.

### Liste des volumes
| no | Japonais          | Japonais          | Français          | Français          |
| no | Date de sortie    | ISBN              | Date de sortie    | ISBN              |
| --- | ----------------- | ----------------- | ----------------- | ----------------- |
| 1 | 25 octobre 2011   | 978-4-08-846715-3 | 13 mars 2014      | 978-2-351-42943-3 |
| 2 | 25 janvier 2012   | 978-4-08-846742-9 | 10 avril 2014     | 978-2-351-42944-0 |
| 3 | 25 avril 2012     | 978-4-08-846768-9 | 3 juillet 2014    | 978-2-351-42945-7 |
| 4 | 24 août 2012      | 978-4-08-846819-8 | 9 octobre 2014    | 978-2-351-42946-4 |
| 5 | 25 décembre 2012  | 978-4-08-846870-9 | 8 janvier 2015    | 978-2-368-52126-7 |
| 6 | 24 mai 2013       | 978-4-08-845046-9 | 9 avril 2015      | 978-2-368-52151-9 |
| 7 | 25 septembre 2013 | 978-4-08-845101-5 | 2 juillet 2015    | 978-2-368-52152-6 |
| 8 | 25 décembre 2013  | 978-4-08-845145-9 | 8 octobre 2015    | 978-2-368-52153-3 |
| 9 | 11 avril 2014     | 978-4-08-845190-9 | 14 janvier 2016   | 978-2-368-52219-6 |
| 10 | 25 septembre 2014 | 978-4-08-845266-1 | 14 avril 2016     | 978-2-368-52241-7 |
| Extra : Dans la version japonaise, le tome 10 (ISBN 978-4-08-908228-7) est sorti en édition limitée avec un CD. |                   |                   |                   |                   |
| 11 | 25 novembre 2014  | 978-4-08-845301-9 | 7 juillet 2016    | 978-2-36-852242-4 |
| 12 | 24 avril 2015     | 978-4-08-845381-1 | 8 septembre 2016  | 978-2-36-852243-1 |
| 13 | 25 août 2015      | 978-4-08-845431-3 | 8 décembre 2016   | 978-2-36-852418-3 |
| 14 | 25 novembre 2015  | 978-4-08-845483-2 | 8 mars 2017       | 978-2-36-852486-2 |
| 15 | 25 avril 2016     | 978-4-08-845540-2 | 8 juin 2017       | 978-2-36-852487-9 |
| 16 | 25 mai 2016       | 978-4-08-845577-8 | 14 septembre 2017 | 978-2-36-852488-6 |

## Anime
L'adaptation en série télévisée d'animation est annoncée en avril 2014. Elle est produite par le studio TYO Animations avec une réalisation de Kenichi Kasai, un scénario de Sawako Hirabayashi et des compositions de Go Sakabe,. La diffusion commence le 5 octobre 2014 sur Tokyo MX et la série comporte douze épisodes. Dans les pays francophones, elle est diffusée en simulcast par Anime Digital Network.

### Liste des épisodes
| No  | Titre français                       | Titre japonais            | Titre japonais                | Date de 1re diffusion |
| No  | Titre français                       | Kanji                     | Rōmaji                        | Date de 1re diffusion |
| --- | ------------------------------------ | ------------------------- | ----------------------------- | --------------------- |
| 1   | La menteuse                          | 自縄自縛 -Liar-           | Jijō jibaku -Liar-            | 5 octobre 2014        |
| 2   | Comportement spontané, premier amour | 軽挙妄動 -First love-     | Keikyomōdō -First love-       | 12 octobre 2014       |
| 3   | Changement de situation, Fall in     | 急転直下 -Fall in-        | Kyūtenchokka -Fall in-        | 19 octobre 2014       |
| 4   | Jours tourmentés, Love attack        | 日々悶々 -Love attack-    | Hibi monmon -Love attack-     | 26 octobre 2014       |
| 5   | Forteresse imprenable, Christmas eve | 難攻不落 -Christmas eve-  | Nankō furaku -Christmas eve-  | 2 novembre 2014       |
| 6   | Prêt à combattre, Valentine day      | 臨戦態勢 -Valentine day-  | Rinsen taisei -Valentine day- | 9 novembre 2014       |
| 7   | La rupture, White day                | 落花流水 -White day-      | Rakka ryūsui -White day-      | 16 novembre 2014      |
| 8   | Antinomie, Spring storm              | 二律背反 -Spring storm-   | Niritsuhaihan -Spring storm-  | 23 novembre 2014      |
| 9   | Manipulation, wake up                | 手練手管 -Wake up-        | Terentekuda -Wake up-         | 30 novembre 2014      |
| 10  | Peine perdue, Happy birthday         | 掉棒打星 -Happy birthday- | Tōbōdase -Happy birthday-     | 7 décembre 2014       |
| 11  | Situation explosive, le jugement     | 一触即発 -Judgement-      | Isshokusokuhatsu -Judgement-  | 14 décembre 2014      |
| 12  | Un amour infini, I love you          | 愛及屋烏 -I love you-     | Aikyū okuu -I love you-       | 21 décembre 2014      |
| OAV | Doute ténébreux                      |                           |                               | 28 décembre 2014      |

### Musique
| Épisodes | Générique d'ouverture | Générique d'ouverture | Générique de fin | Générique de fin |
| Épisodes | Titre                 | Artiste               | Titre            | Artiste          |
| -------- | --------------------- | --------------------- | ---------------- | ---------------- |
| 1 – 12   | LOVE GOOD TIME        | SpecialThanks         | Ōkami Heart      | Oresama          |

### Doublage
| Personnages     | Personnages     | Voix japonaises     |
| --------------- | --------------- | ------------------- |
| Kyôya Sata      | Kyôya Sata      | Takahiro Sakurai    |
| Erika Shinohara | Erika Shinohara | Kanae Itō           |
| Ayumi Sanda     | Ayumi Sanda     | Ai Kayano           |
| Nozomi Kamiya   | Nozomi Kamiya   | Yoshitsugu Matsuoka |
| Marin Tachibana | Marin Tachibana | Mariya Ise          |

## Produits dérivés

### Roman
Un roman est publié le 1er juin 2013 par Shūeisha  (ISBN 978-4-08-601734-3).

### Blu-ray / DVD
| Volume | Date de sortie   | Épisodes | Numéro de série | Numéro de série |
| Volume | Date de sortie   | Épisodes | Blu-Ray         | DVD             |
| ------ | ---------------- | -------- | --------------- | --------------- |
| 1      | 24 décembre 2014 | 1 - 2    | VPXY-71355      | VPBY-14361      |
| 2      | 21 janvier 2015  | 3 - 4    | VPXY-71356      | VPBY-14362      |
| 3      | 25 février 2015  | 5 - 6    | VPXY-71357      | VPBY-14363      |
| 4      | 25 mars 2015     | 7 - 8    | VPXY-71358      | VPBY-14364      |
| 5      | 22 avril 2015    | 9 - 10   | VPXY-71359      | VPBY-14365      |
| 6      | 20 mai 2015      | 11 - 12  | VPXY-71360      | VPBY-14366      |

### CD (OST)
| Date de sortie  | Titre          | Numéro de série |
| --------------- | -------------- | --------------- |
| 3 décembre 2014 | LOVE GOOD TIME | VPCG-82326      |
| 3 décembre 2014 | Ōkami Heart    | VPCG-82325      |

## Réception
En 2015, le manga est nommé pour le 39e Prix du manga Kōdansha dans la catégorie shōjo.